# Schiavi di Abruzzo
Schiavi di Abruzzo es una ciudad de Italia, en la provincia de Chieti de Abruzos. Ubicada a 56 km del Mar Adriático y a 225 km de Roma, es conocida por sus vistas panorámicas.

## Evolución demográfica
| Gráfica de evolución demográfica de Schiavi di Abruzzo entre 1861 y 2001 |
|                                                                          |
| Fuente ISTAT - elaboración gráfica de Wikipedia                          |